# Rita Nencheva-Todorova
Pour les articles homonymes, voir Todorova.
Rita Nencheva-Todorova, née le 18 août 1958, est une rameuse d'aviron bulgare.

## Carrière
Aux Jeux olympiques de 1980 à Moscou, elle est médaillée d'argent de quatre barré. Sa deuxième participation olympique a lieu aux Jeux d'été de 1988 à Séoul, où elle termine cinquième en huit.